# Itziar Lozano
Pour les articles homonymes, voir Lozano.
Itziar Lozano Urbieta, née à Guetxo en 1941 et morte à Mexico le 24 septembre 2007 est une psychologue hispano-mexicaine, spécialiste des questions de subjectivité féminine, de droits sexuels et reproductifs et de citoyenneté des femmes.